# MAN F8
Le MAN F8 était un camion de distribution produit par le constructeur allemand MAN de 1968 à 1986.

## Historique
Le MAN F8 a été conçu en collaboration avec le Français Saviem ce qui a permis à l'Allemand d'utiliser des cabines Saviem et au français d'utiliser des moteurs MAN.
En 1986, le F8 cède sa place au F90.